# 細川詮春
細川 詮春（ほそかわ あきはる）は、南北朝時代の武士。細川阿波守護家（阿波細川家・讃州家）の祖となる。

## 略歴
元徳2年（1330年）、細川頼春の子として誕生。幼名は九郎。のち2代将軍・足利義詮より偏諱を受けて詮春と名乗る。
詮春の事績については不明な点が多く、例えば「細川系図」・『系図纂要』では正平22年/貞治6年4月に没したと記されている。その一方で『応仁後記』『阿府志』には兄・頼之が3代将軍・足利義満（義詮の子）の補佐のために上洛した際に詮春が阿波の留守を任されたと記されている。ところが、頼之の上洛は同年9月であるため、いずれかの事実が誤りということになる。また、官位についてもそれを裏付ける同時代の記録は存在しない。また、正平18年/貞治2年（1363年）には勝瑞城を築き、それまでの拠点であった秋月城から移り住んだとされているが、同城の築城者を細川和氏・頼春とする説もあるため、これも確証がない。その他の活動として、禅宗に帰依して妙照寺（のちの井戸寺）を再興したことが挙げられる。
そのため、史実として確認できるのは頼之に従って阿波国に入り、後に阿波国守護職となった義之を儲けた後に早世したことのみとなってしまう。しかし、細川宗家である京兆家を上屋形と呼ぶのに対し、詮春の子孫が阿波守護家は下屋形あるいは阿波屋形と尊称され、幕府の宿老会議にも度々列席するなど、各地の守護となった細川庶流家の中では高い家格を有した。
死後は嫡男・義之が跡を継いだ。